# 蟬時雨 (五木ひろしの曲)
「蟬時雨」（せみしぐれ）は、1979年5月に発売された五木ひろしのシングルである。

## 解説
- 作詞はかぐや姫の「神田川」で知られる喜多条忠、作曲はダウン・タウン・ブギウギ・バンドの宇崎竜童である。
- 「こころはずんで」は、味の素・夏のバラエティギフトのテーマ曲に使用された。この曲をフィーチャーした販促版も製作されている。また、作曲は前作「惜春」と同じく、松山かずお名義で五木ひろし本人である。

## 収録曲
- 両楽曲共に、編曲：石田勝範

1. 蟬時雨（4分7秒）
作詞：喜多条忠／作曲：宇崎竜童
2. こころはずんで（3分12秒）
作詞：三浦徳子／作曲：松山かずお